# Eugenie Dufková
Eugenie Dufková, rozená Koudelková, též Evženie Poledňáková (* 10. března 1932 Brno), je moravská muzikoložka, teatroložka, dramaturgyně, kulturní publicistka, divadelní historička, archivářka.

## Život
Narodila se v Brně 10. března 1932. V roce 1950 maturovala na gymnáziu v Králově Poli a poté pokračovala studiem hudební a divadelní vědy na Filozofické fakultě Masarykovy univerzity u profesorů Jana Racka a Bohumíra Štědroně. Zde v roce 1956 obhájila diplomovou práci na téma „Vztahy Vítězslava Nováka a Břetislava Bakaly ve světle korespondence“ a získala magisterský titul. Později, v roce 1973, získala také doktorát z filozofie.
Většinu své profese věnovala Národnímu divadlu v Brně, kam nastoupila v roce 1957 a stala se vedoucí archivu umělecké dokumentace. Zde vytrvala až do roku 1994 a ještě několik let poté tady působila externě. Současně působila v letech 1993–1998 jako externí pedagožka na Masarykově univerzitě v Brně. Mezitím byla také v letech 1964–1992 redaktorkou divadelního časopisu Program a v letech 1980–1991 dramaturgyní baletu.
Kromě časopisu Program redigovala také několik almanachů brněnských divadel. Do její rozsáhlé publikační činnosti náleží knihy o osobnostech brněnské kultury a umění, jako byly Olga Skálová (1988), Ivo Váňa Psota (1996), Ladislav Lakomý (1998), Vojtěch Štolfa (2001) či Mira Figarová (2009). Přispívala také jako autorka hesel do slovníků a encyklopedií. Jejím největším dílem, spolu s Bořivojem Srbou a dalšími autorky, se stal třísvazkový slovník Postavy brněnského jeviště, vydávaný postupně v letech 1984, 1989 a 1994. V roce 1997 ještě vydala Malé memoáry.
V roce 1996 obdržela za svoji publikační činnost a propagaci brněnské kultury Cenu města Brna.